# Parabola della rete

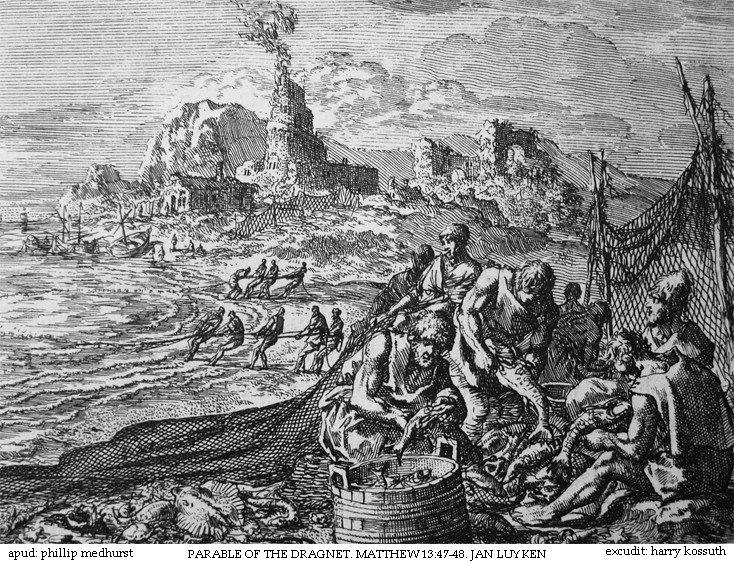
Parabola della rete di Jan Luyken, Bibbia Bowyer.

La parabola della rete è una parabola di Gesù, inserita nel Vangelo secondo Matteo (13,47–52) e nel Vangelo di Tommaso (8); essa fa riferimento al giudizio universale.
Questa è la settima e ultima parabola nel capitolo tredicesimo del Vangelo secondo Matteo, ed è seguita direttamente dalla parabola della perla, che riguarda il regno di Dio, a cui si ricollega tramite il tema dell'inferno e del paradiso.
La parabola si trova anche in Clemente di Alessandria, e nell'Heliand.

## Versione inMatteo
Avete capito tutte queste cose?». Gli risposero: «Sì». Ed egli disse loro: «Per questo ogni scriba divenuto discepolo del regno dei cieli è simile a un padrone di casa che estrae dal suo tesoro cose nuove e cose antiche»»
(MT 13,47–52, CEI)

## Interpretazione

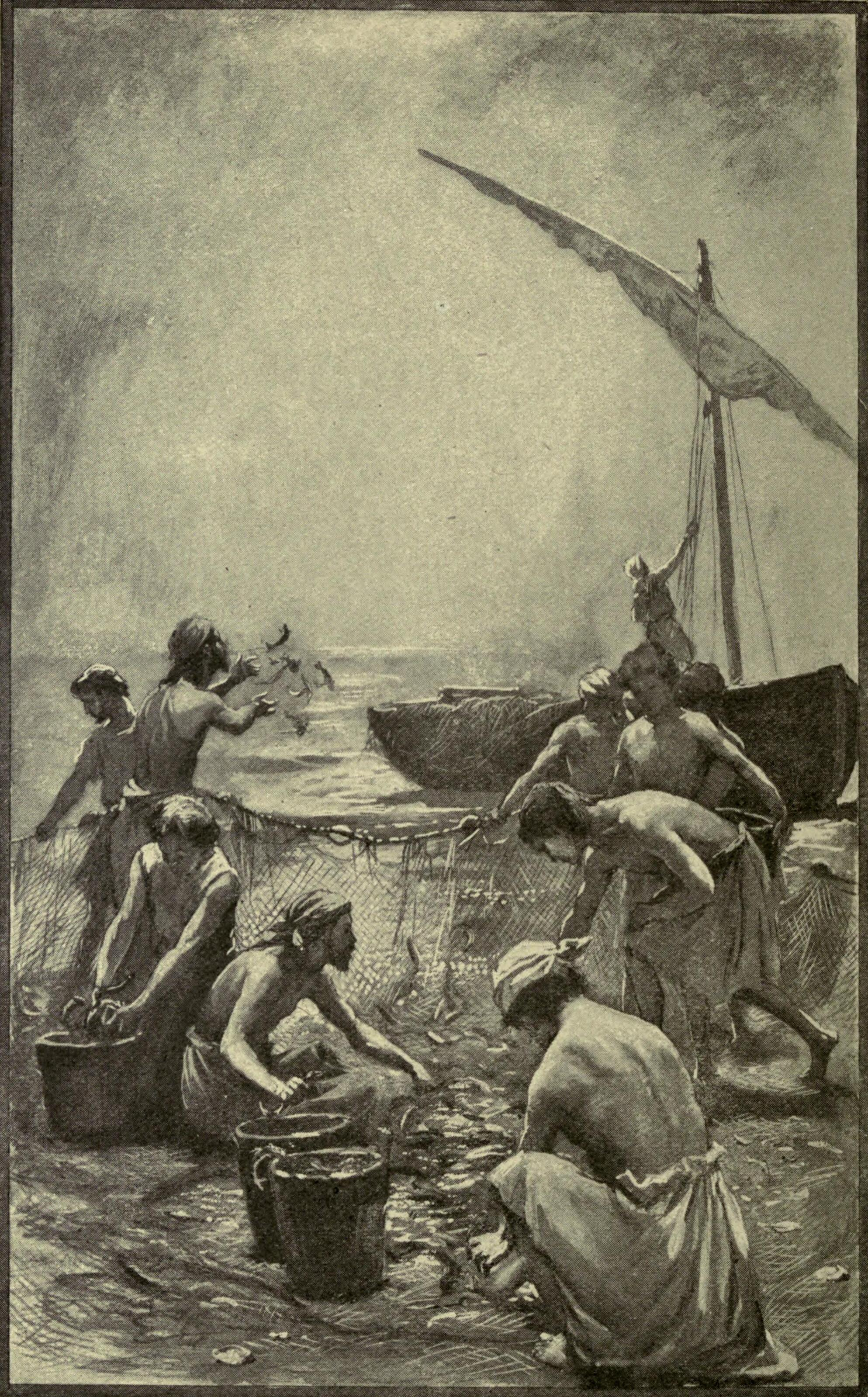
"Il regno dei cieli è simile anche a una rete gettata nel mare, che raccoglie ogni genere di pesci."

Come la parabola della zizzania nello stesso capitolo del vangelo di Matteo, questa parabola si riferisce al giudizio universale. Qui avviene l'immaginaria separazione tra pesci edibili e non edibili catturati nella rete, probabilmente con la diffusa tecnica a strascico. Quando alla fine la rete è portata a riva, essa si vuota e poi torna in mare. Un passaggio riporta che "verranno gli angeli e separeranno i cattivi dai buoni" esattamente come veniva separata la zizzania dal grano nella parabola omonima.
Arthur Pink ha spiegato come i "pesci buoni" siano i credenti; il loro essere "catturati" li associa all'entrare nella "rete" di Gesù, divenendo suoi discepoli; la "barca" è invece la separazione del mondo. In un primo momento, i pescatori separano i credenti (i pesci buoni) e successivamente gli angeli si occuperanno di portare via i non credenti all'inferno.
Secondo J. Duncan M. Derrett, professore di legislazione orientale all'Università di Londra, la parabola riguarda la tecnica della missione. Egli spiega:
Jack Dean Kingsbury, Aubrey Lee Brooks professore all'Union Presbyterian Seminary di Richmond, in Virginia, ha ricollegato la parabola al tema del raccolto. Egli ha spiegato come l'epoca attuale sia differente dal futuro, ma entrambi i periodi sono sotto il dominio di Dio. La Chiesa non può tentare da sola di stabilire una comunità santa. L'associazione al demonio è solo temporanea per chiunque. Alla fine giungerà inevitabile la separazione e ogni cristiano si dovrà esaminare per evitare di essere dichiarato dannato per sempre.
Giovanni Crisostomo la descriveva come una "parabola terribile", dicendo così:

E in cosa differisce dalla parabola della zizzania? Anche in quella gli uni sono salvati, altri periscono; ma qui, per la scelta di una dottrina maledetta [muoiono]; e per quanti ancora non danno seguito a quanto Egli dice, a questi spetta una vita dannata; [...] questi non potranno essere salvati.
Secondo il riformatore Giovanni Calvino la parabola spiega anche questo:

Cristo ci vuole informare che un misto di buono e cattivo perdurerà sino alla fine del mondo; sino a quando non abbia luogo una perfetta e vera restaurazione della Chiesa. Ancora egli ci avvisa che non è sufficiente impegnarci, e le conseguenze che ci attendono, a meno che siamo le pecore scelte del gregge...[e] che [i discepoli] comunichino gli uni agli altri quanto hanno ricevuto. In questo modo [Cristo] eccita e risveglia le nostre menti più e più volte al desiderio di istruirci della Sua dottrina. Egli dice che gli scribi sono come dei padroni di casa, che non solo si occupano del cibo che possiedono in scorta per sé, ma anche di quello che hanno per gli altri; e chi vive giorno per giorno non può fare previsioni verso il futuro. Il significato qui è relativo ai maestri della Chiesa, un'esortazione affinché essi siano preparati a lunghi studi per il loro popolo, una gran varietà di istruzioni sulla parola di Dio, secondo la necessità.
William Barclay ha elaborato nei suoi scritti che "[La parabola] riferisce che non vi è selettività nella predicazione del vangelo. Per noi è cosa comune... Ma nel mondo antico, questa era una cosa incredibile. Il mondo antico era un mondo di barriere e di contingentamenti ovunque."
La parabola dello scriba discepolo del Regno dei Cieli alla fine è ritenuta parte di questa parabola, ma alcuni la considerano come una parabola separata rispetto a quella della rete.

## Altre versioni
La parabola della rete si trova anche nel Vangelo di Tommaso, negli scritti di Clemente di Alessandria (c. 150-215 CE), e nell'Heliand (poema dell'XI secolo).
Secondo il Vangelo di Tommaso (8): "E questo disse: l'uomo è come un pescatore saggio che getta la sua rete nel mare; egli raccoglie tanti piccoli pesci; tra essi, ne trova uno grande e buono, il pescatore saggio; egli getta via tutti i pesci piccoli nel mare e sceglie quello grande senza difficoltà. Egli ha orecchie per intendere, lasciamolo intendere!"
Clemente di Alessandria scrive: "Il regno dei Cieli è come un uomo che getta la sua rete nel mare". Nell'Heliand si trova scritto: "Anch'esso [il regno dei Cieli] funziona come un uomo che getta la sua rete nel mare."